# Trichocerca nitida
Trichocerca nitida är en hjuldjursart som beskrevs av Harry K. Harring 1914. Trichocerca nitida ingår i släktet Trichocerca och familjen Trichocercidae. Inga underarter finns listade i Catalogue of Life.